# Парафазія
Парафазія — (від грец. παρά — близько, грец. φάσις — вимова; застаріле — парафразія) — симптом порушення писемної та усної вимови, виражається у заміні необхідних звуків (літер) вимови або слів на інші, і також у неправильному вживанні окремих звуків (літер) або ж слів у вимові. Відокремлюють літеральну, вербальну та дзеркальну парафазії.
| симптом | Це незавершена стаття про симптом хвороби. Ви можете допомогти проєкту, виправивши або дописавши її. |